# Camlistore
Camlistore (Contenido-Direccionable Multi-Capa Indexado de Almacenamiento por sus siglas en inglés) es un conjunto de formatos de código abierto, protocolos, y software para modelado, almacenamiento , búsqueda, intercambio y sincronización de datos. Influido por el relativo corto tiempo que las plataformas de blogueo y almacenamiento típicamente se quedan en el mercado comparado a otras cosas más familiares como álbumes de fotografía. Diferente a muchos sistemas de almacenamiento en línea de público uso, Camlistore requiere almacenamiento personal y por defecto los datos son privados.

## Almacenamiento
El almacenamiento direccionado por el contenido de Camlistore utiliza un modelo de mutación basado en reclamaciones con firmas GPG llamadas Permanodes. Los Permanodes proporciona modelado, almacenamiento, búsqueda, intercambio & sincronización de datos en la era post-PC. Camlistore puede ser pensado como un Git para almacenamiento de información personal general: un usuario Camlistore es el repositorio maestro. Camlistore utiliza grafos más que un árbol de trabajo en terminología de modelo de los datos: las entidades son permanodes y las relaciones entre ellos son reclamaciones en los permanodes. Las entidades están nombradas por su hashes criptográficos. La búsqueda está habilitada sobre los permanodes & las reclamaciones. Mientras Camlistore puede almacenar archivos como un tradicionales sistemas de archivos, se especializa en almacenar objetos de alto nivel(imágenes, vídeos).

## Permanode
Los Permanodes son como Camlistore modela los datos mutables sobre los inmutables. Los datos son modelados utilizando nodos de dos tipos llamados camliType, los tipos son permanode y claims(reclamaciones). Un permanode es un ancla a artir del cual construir objetos mutables. Para servir como un objeto confiable este o debe mutar. De hecho, un permanode es en realidad solo un número aleatorio firmado. Una reclamación es cualquier esquema de blob JSON firmado. Un uso común es modificar atributos en un permanode. El estado de un permanode es la combinación de todas las modificaciones de atributos hechas sobre ese permanode, en orden. Un permanode puede tener cualquier atributo, pero a continuación se listan algunos de los que tienen un significado para Camlistore: tag, title, description, camliContent, camliMember.

## Casos de uso
- Copia de seguridad de sitios sociales: Importadores para populares servicios de blog sociales, después de completar el proceso de descargar vuestro archivo, se debe importar el archivo.
- Sincronización Social: Incluye la capacidad de sincronizar en cualquier dirección entre Camlistores; caso típico, un dispositivo Camlistore fuera de la red se sincroniza con un dispositivo Camlistore ubicado en la nube cuando este vuelve a conectarse a la red.
- Intercambio selectivo: Entre sistemas Camlistore, por ejemplo entre una casa en la ciudad y un en las montañas (sin internet). Después de que el contenido social está respaldado en tu Camlistore personal, compartí selectivamente contenido de Camlistore con familiar y amigos.

## Desarrollo
El proyecto Camlistore está bajo desarrollo activo dirigido por Brad Fitzpatrick, un empleado de Google, para quien es un proyecto 20 por ciento de Google, y co-mantenedor Mathieu Lonjaret , programador. El proyecto tiene dos objetivos: expandir la biblioteca estándar del lenguaje de programación GO, e implementando formatos de código abierto, protocolos, y software Camlistore para modelado, almacenamiento, búsqueda, intercambio de un almacén de datos
personal de por vida.